# Gevlekte kiekendief
De gevlekte kiekendief (Circus assimilis) is een vogel uit de familie van havikachtigen (Accipitridae).

## Verspreiding en leefgebied
Deze soort komt voor op Sulawesi, de Sula-eilanden en de oostelijke Kleine Soenda-eilanden en in Australië.